# Eagle River (Wisconsin)
Pour les articles homonymes, voir Eagle River.
La ville d’Eagle River est le siège du comté de Vilas, dans le Wisconsin, aux États-Unis.

## Galerie photographique

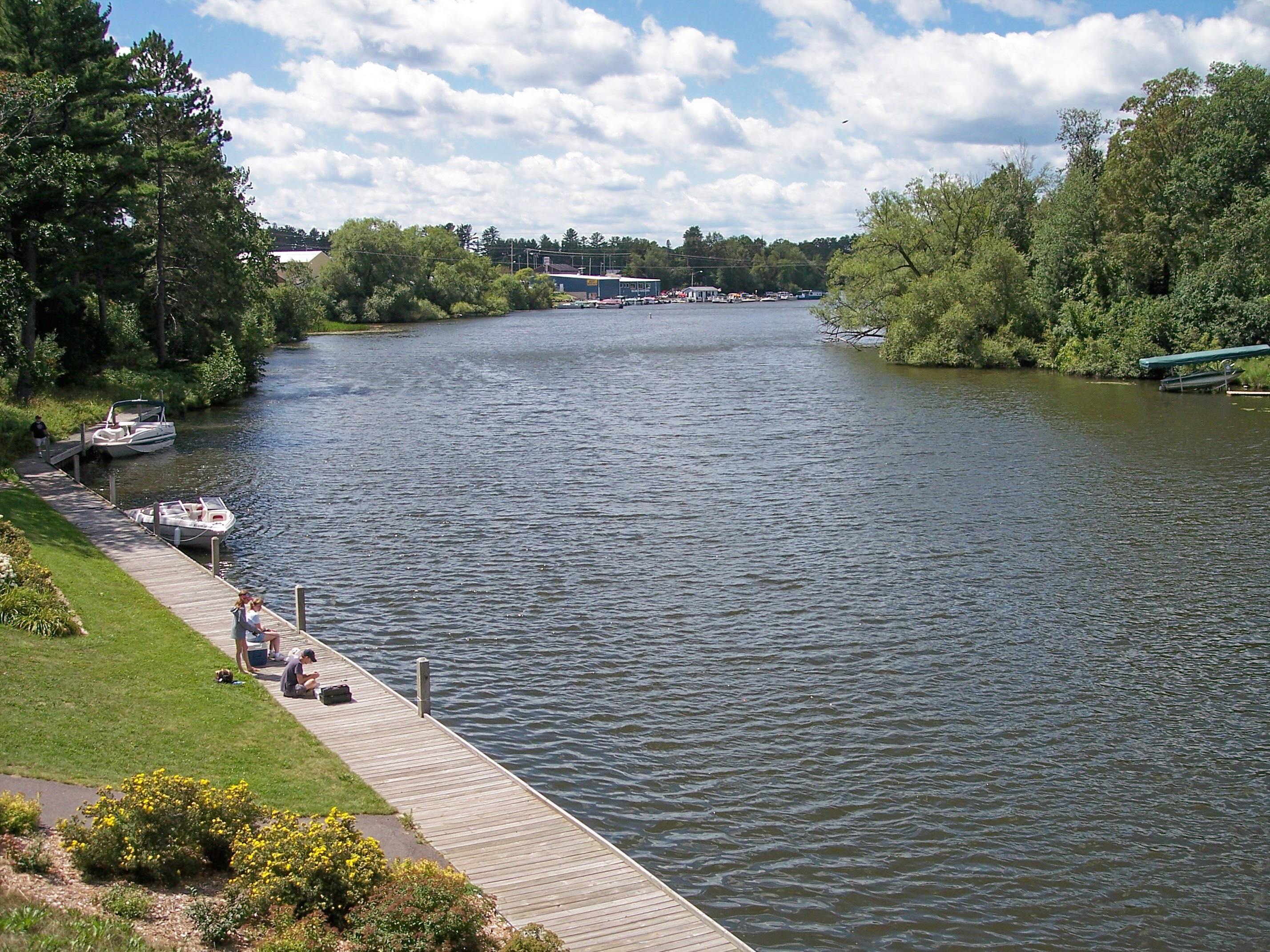
La rivière Eagle traverse Eagle River
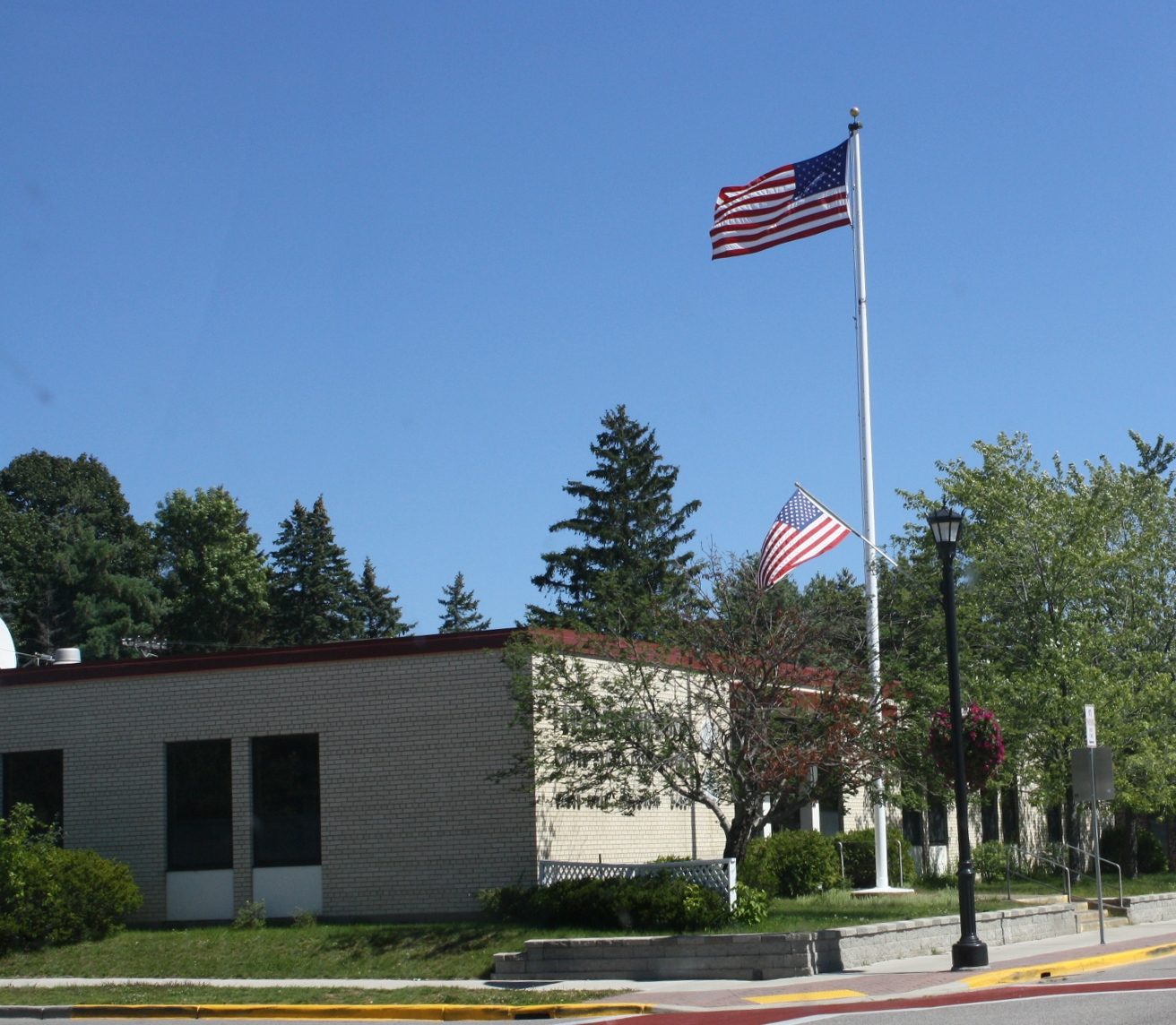
Le bureau de poste
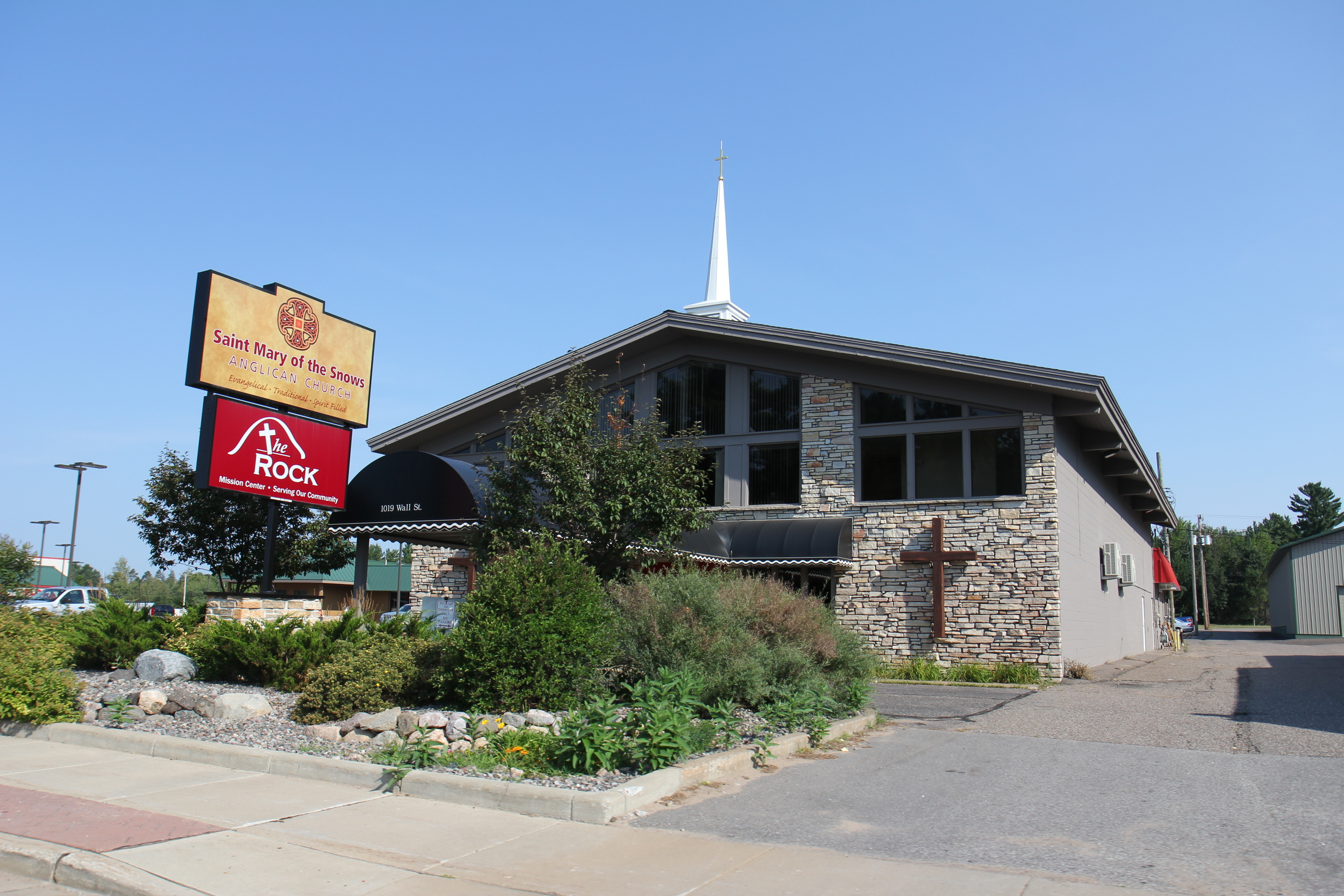
L’église Sainte-Marie des Neiges